# Университет Бишопс
Университет Бишопс (англ. Bishop’s University) расположен в пригороде Ленноксвилл города Шербрук провинции Квебек, Канада. Небольшой университет (менее 2000 студентов), специализирующийся на образовании в области искусства, науки, бизнеса и образования, является одним из трех университетов Квебека, дающих образование только на английском языке.
С момента своего основания в 1843 году и до 1947 года университет (до 1853 года — колледж) был учебным заведением англиканской церкви.

## Структура
Бишопс — небольшой университет, который представляет более 100 бакалаврских программ на 5 отделениях: школа бизнеса Уильямса, школа образования, гуманитарное отделение, отделение социальных наук и отделение естественных наук и математики.

## История

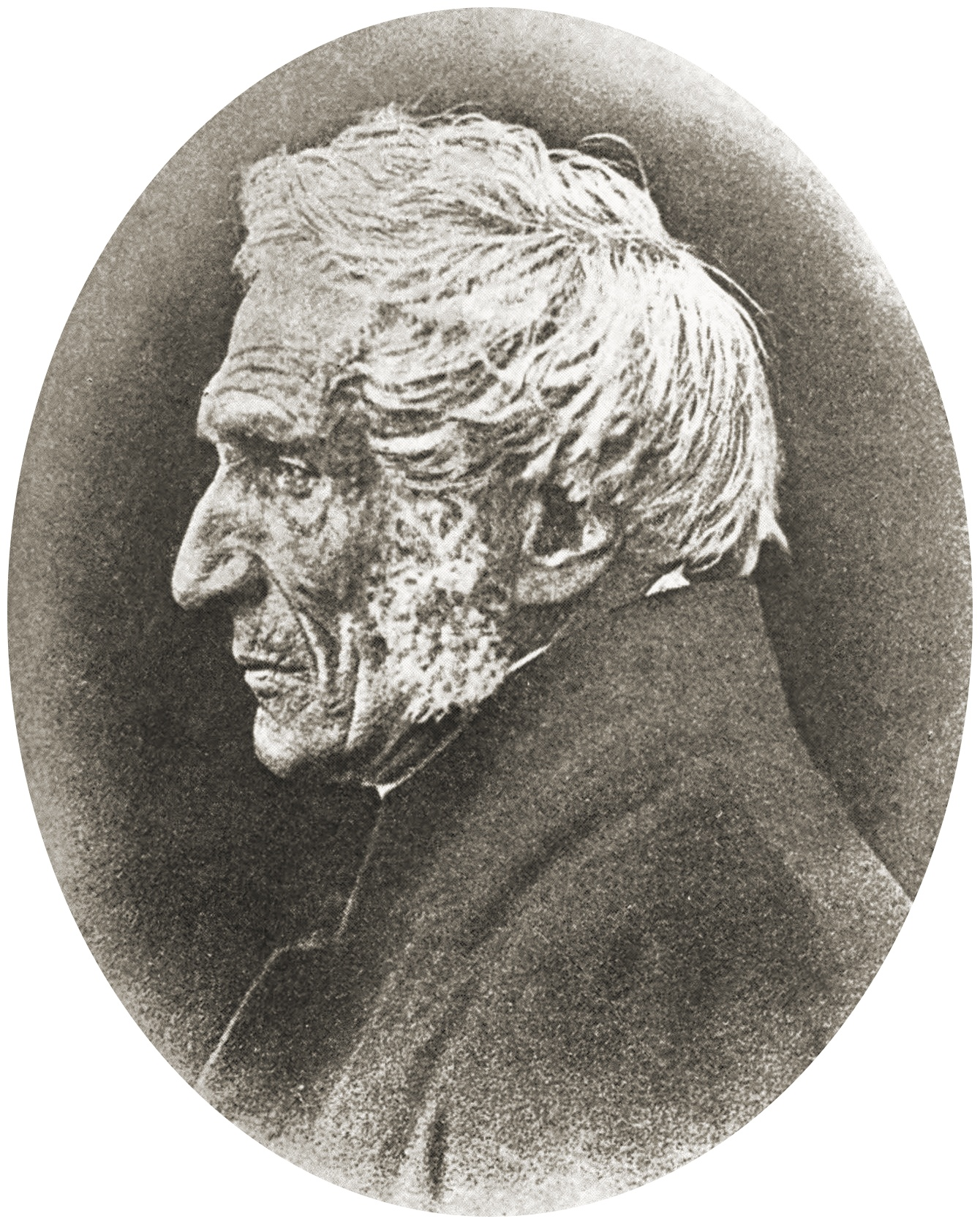
Джордж Йехошафат Маунтин

Основателями университета считаются преподобный Джордж Джехошефат Маунтин, третий англиканский епископ Квебека, и преподобный Лукиус Дулиттл. В 1843 году специальном актом парламента Канады был образован колледж Бишопс (епископский), расположенный на 40 акрах земли, дарованной подполковником Уильямом Моррисом. Первым главой колледжа в 1845 году стал преподобный Джаспер Николлс.
28 января 1853 года по указу Её величества королевы Виктории колледж получил статус университета. Первые выпускники получили дипломы в 1855 году. В 1871 году был основан медицинский факультет в Монреале, который в 1905 году был объединен с университетом Макгилла. В 1970 году была закрыта богословская программа университета, а факультет богословия был переименован в департамент религиозных наук.

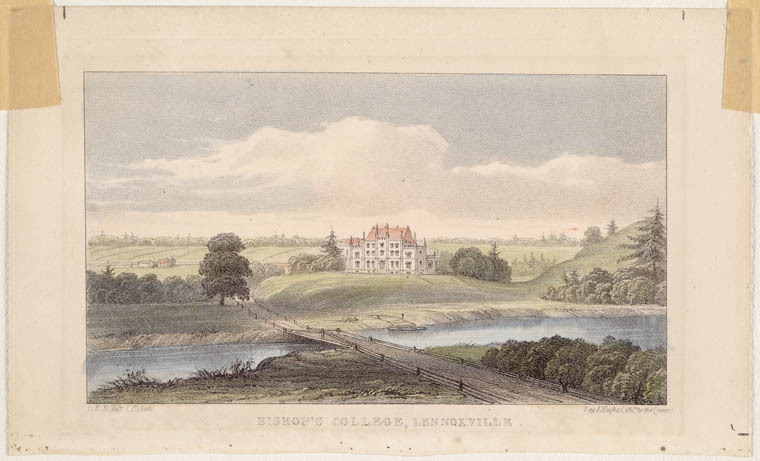
Колледж Бишопса, литография

9 декабря 1993 года во время празднования 150-летия университета был представлен герб университета, утвержденный указом генерал-губернатора Канады Рамоном Гнатишиным. На гербе изображен крест Святого Георгия, книга и митра. Епископские посохи в левой верхней четверти креста символизируют историческую связь с епископами Монреаля и Квебека. Основание креста символизирует реки Сент-Франсис и Массавиппи, протекающие по зелёным холмам восточного предместья Квебека, где расположен университетский городок. Крест держат белохвостый олень и чёрный медведь. Девиз на гербе гласит «Знания укрепляют дух» (лат. Recti cultus pectora roborant, англ. Sound learning strengthens the spirit).

## Студенческий профиль
В университете Бишопса получает образование 2263 студента, из них 1740 человек учатся полный день, а еще 523 студента обучаются в режиме неполной занятости. Квебек представляют 41 % студентов, еще 47 % студентов приехали с остальной Канады. Оставшиеся 12 % студентов представляют 20 американских штатов и 40 стран по всему миру.
По академическим отделениям студенты распределены следующим образом:
- бизнес — 383 студента;
- образование — 245 студентов;
- гуманитарное — 386 студентов;
- социальные науки — 412 студентов;
- естественные науки и математика — 188 студентов;
- остальные — 126 студентов.

Более 11 тысяч человек считают университет своей «альма матер». Встречи выпускников проходят как в Ленноксвилле, так и по всей Канаде. В первой половине 2010 года запланировано шесть таких встреч.

## Университетский городок

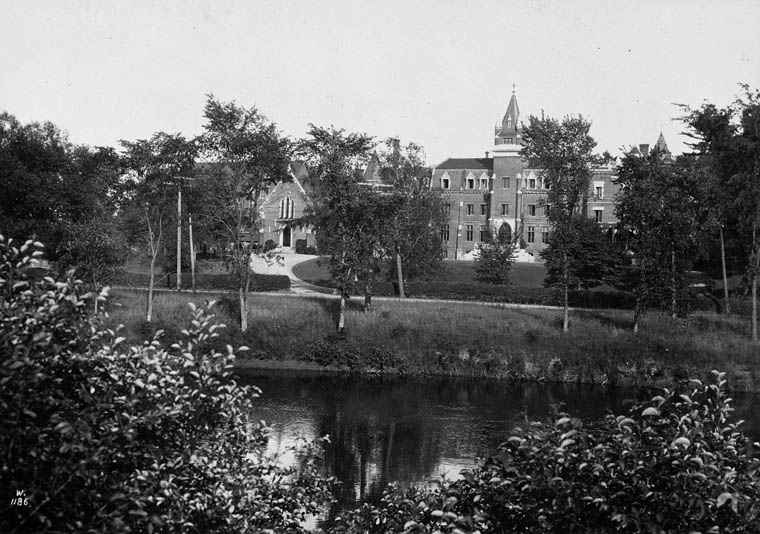
Колледж Бишопса

Университет расположен в двуязычном пригороде Шербрука, одного из крупнейших городов провинции. Кампус университета Бишопс занимает 550 акров земли, на которой расположено 25 зданий различного предназначения. Это семь студенческих общежитий, две библиотеки, два театра, учебные корпуса, лаборатория, спортивные сооружения, арена, историческая церковь, музыкальный холл. Кроме того на территории кампуса находится пруд, 10 теннисных кортов, бассейн и площадка для гольфа.
Первое здание университета (тогда еще колледжа) было построено в 1846 году. Сейчас оно носит название Макгрир-Холл, в честь преподобного Макгира, который был главой колледжа с 1922 года по 1947 год. Вторую половину XIX века шло активное строительство новых корпусов университета, которые часто подвергаются воздействию пожаров.